# Летње олимпијске игре 1952.
XV Олимпијске игре су одржане у Хелсинкију у Финској. Хелсинки је изабран за домаћина између бројних градова конкурената као што су Амстердам, Атина, Лозана, Стокхолм, али и четири града из САД: Чикаго, Детроит, Лос Анђелес и Филаделфија. Хелсинки је већ једном раније био одређен за домаћина игара, и то олимпијских игара 1940. године, али су оне биле одложене због Другог светског рата. Ово су биле прве Олимпијске игре одржане ван земље из индоевропског говорног подручја.
Игре су започеле отварањем на којем су олимпијски пламен заједно на стадиону упалила два финска спортска јунака, Паво Нурми и Ханес Колемајнен, на опште одушевљење публике. Међу земљама учесницама по први пут се појавио СССР, који је следећих неколико декада био једна од најјачих спортских велесила по броју освојених медаља. Први пут након Другог светског рата позвана је на учествовање и Немачка, али се позиву одазвала само Западна Немачка.
Звезда игара је био чехословачки атлетичар Емил Затопек с три златне медаље на 5000 m, 10000 m и у маратону; чиме је постигао подвиг који нико више није успео поновити.

## Списак спортова
Пливање, скокови у воду и ватерполо су сматрани различитим дисциплинама истог спорта.
| - Атлетика - Бокс - Бициклизам - Дизање тегова - Гимнастика - Хокеј на трави - Рвање - Једрење - Кајак и кану на мирним водама (детаљи) - Кошарка |  | - Коњички спорт - Мачевање - Модерни петобој - Фудбал - Пливање - Скокови у воду - Стрељаштво - Ватерполо - Веслање |

На играма су била и два демострантивна спорта: рукомет на отвореном и верзија бејзбола названа песепало.

## Списак поделе медаља
(Медаље домаћина посебно истакнуте)
| XV Летње олимпијске игре - Хелсинки 1952. |                    |       |        |        |        |
| Пласман                                   | Држава             | Злато | Сребро | Бронза | Укупно |
| 1                                         | Сједињене Државе   | 40    | 19     | 17     | 76     |
| 2                                         | Совјетски Савез    | 22    | 30     | 19     | 71     |
| 3                                         | Мађарска           | 16    | 10     | 16     | 42     |
| 4                                         | Шведска            | 12    | 13     | 10     | 35     |
| 5                                         | Италија            | 8     | 9      | 4      | 21     |
| 6                                         | Чехословачка       | 7     | 3      | 3      | 13     |
| 7                                         | Француска          | 6     | 6      | 6      | 18     |
| 8                                         | Финска             | 6     | 3      | 13     | 22     |
| 9                                         | Аустрија           | 6     | 2      | 3      | 11     |
| 10                                        | Норвешка           | 3     | 2      | 0      | 5      |
| 11                                        | Швајцарска         | 2     | 6      | 6      | 14     |
| 12                                        | Јужноафричка Унија | 2     | 4      | 4      | 10     |
| 13                                        | Јамајка            | 2     | 3      | 0      | 5      |
| 14                                        | Белгија            | 2     | 2      | 0      | 4      |
| 15                                        | Данска             | 2     | 1      | 3      | 6      |
| 16                                        | Турска             | 2     | 0      | 1      | 3      |
| 17                                        | Јапан              | 1     | 6      | 2      | 9      |
| 18                                        | Велика Британија   | 1     | 2      | 8      | 11     |
| 19                                        | Аргентина          | 1     | 2      | 2      | 5      |
| 20                                        | Пољска             | 1     | 2      | 1      | 4      |
| 21                                        | Канада             | 1     | 2      | 0      | 3      |
| 21                                        | ФНРЈ               | 1     | 2      | 0      | 3      |
| 23                                        | Румунија           | 1     | 1      | 2      | 4      |
| 24                                        | Бразил             | 1     | 0      | 2      | 3      |
| 24                                        | Нови Зеланд        | 1     | 0      | 2      | 3      |
| 26                                        | Индија             | 1     | 0      | 1      | 2      |
| 27                                        | Луксембург         | 1     | 0      | 0      | 1      |
| 28                                        | Западна Немачка    | 0     | 7      | 17     | 24     |
| 29                                        | Холандија          | 0     | 5      | 0      | 5      |
| 30                                        | Иран               | 0     | 3      | 4      | 7      |
| 31                                        | Чиле               | 0     | 2      | 0      | 2      |
| 32                                        | Аустрија           | 0     | 1      | 1      | 2      |
| 32                                        | Либан              | 0     | 1      | 1      | 2      |
| 34                                        | Ирска              | 0     | 1      | 0      | 1      |
| 34                                        | Мексико            | 0     | 1      | 0      | 1      |
| 34                                        | Шпанија            | 0     | 1      | 0      | 1      |
| 37                                        | Јужна Кореја       | 0     | 0      | 2      | 2      |
| 37                                        | Тринидад и Тобаго  | 0     | 0      | 2      | 2      |
| 37                                        | Уругвај            | 0     | 0      | 2      | 2      |
| 40                                        | Бугарска           | 0     | 0      | 1      | 1      |
| 40                                        | Египат             | 0     | 0      | 1      | 1      |
| 40                                        | Португалија        | 0     | 0      | 1      | 1      |
| 40                                        | Венецуела          | 0     | 0      | 1      | 1      |
|                                           | Укупно             | 149   | 152    | 158    | 459    |